# Бергский путь

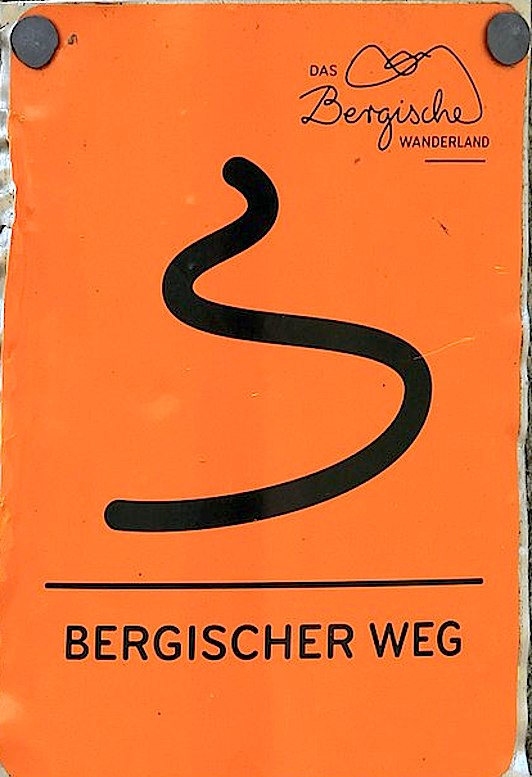
Маркировка Бергского пути

Бергский путь (нем. Bergischer Weg) — дальняя маркированная туристская пешеходная тропа из Эссена через Бергишес-Ланд в Кёнигсвинтер.
Тропа была создана в 1935 году Горной ассоциацией Зауэрланда (SGV) и впервые отмечена указателями на протяжении 137 километров. В 2012 году спонсорство над Бергским путём перешло к организации «Натур-арена Бергишес Ланд», которая изменила маршрут и концепцию и решила коренным образом пересмотреть старый маршрут, чтобы добиться большего использования туристами. Тем не менее, SGV по-прежнему отвечает за маркировку тропы.

## Старый Бергский путь
Старый маршрут вел из Эссен-Рютеншайда через Фельберт, Невигес, Фарресбек, Хохкеппель и Мариалинден в Уккерат. Пешеходная тропа протянулась через Бергишес-Ланд от Рура до Зибенгебирге, проходя через такие крупные местные достопримечательности, как Мюнгстенский мост, замок Бург и замок Эресхофен. Походная тропа относилась к категории основных пешеходных маршрутов SGV и, как и все другие основные пешеходные маркированные маршруты, имела в качестве указателя белый Андреевский крест, дополненный цифрой 29 в местах пересечения с другими туристскими маршрутами.

## Новый Бергский путь
Старый Бергский путь был реконструирован и вновь открыт в сентябре 2013 года. Он стал гораздо длиннее, достигнув 260 км и значительно изменен в деталях. Конечная точка теперь перенесена в Кёнигсвинтер, а также был определен новый логотип. Туристический атлас GPS разделяет его на 14 ежедневных этапов:
- Этап 1 Эссен — Фельберт. Протяжённость 11,4 км. Общий подъём 173 м, общий спуск 169 м.[3].

Важные цели для посещения: Замок Ной-Изенбург — Бальденайзе — винтовая башня шахты Карл Функе — птичий заповедник Хайзингер Боген — Лангенхорстер Вальд.
- Этап 2 Фельберт — Вюльфрат. Протяжённость 22,6 км. Общий подъём 555 м, общий спуск 573 м.[4].

Важные цели для посещения: Замок Хардерберг в Невигесе — Обердюссель — Хаус Дюссель — католическая церковь святого Максимина в Дюсселе (XII век).
- Этап 3 Вюльфрат — Грефрат. Протяжённость 24,9 км. Общий подъём 291 м, общий спуск 220 м.[5].

Важные цели для посещения: природоохранная территория Каменоломня 7 — историческая деревня Грютен — ручей Иттер — историческое поселение Грефрат — Немецкий музей клинка.
- Этап 4 Грефрат — Бург. Протяжённость 23,3 км. Общий подъём 629 м, общий спуск 753 м.[6].

Важные цели для посещения: парк животных Фауна — экзотический лес Арборетум Бургхольц — Бергский музей трамваев — Мюнгстенский мост — замок Бург.
- Этап 5 Бург — Альтенберг. Протяжённость 27,6 км. Общий подъём 729 м, общий спуск 730 м.[7].

Важные цели для посещения: шлифовальная мастерская Балькхаузер Коттен — мельница Ламбертусмюле — сказочный лес Мерхенвальд Альтенберг — собор Альтенбергер Дом.
- Этап 6 Альтенберг — Бенсберг. Протяжённость 18,2 км. Общий подъём 480 м, общий спуск 424 м.[8].

Важные цели для посещения: сад скалолазания в Одентале — Шаллемих — Оберкесбах — источник водотока Штрунде — замок Бенсберг — Бергский музей горного дела и ремёсел.
- Этап 7 Бенсберг — Форсбах. Протяжённость 14,1 км. Общий подъём 207 м, общий спуск 208 м.[9].

Важные цели для посещения: лес Кёнигсфорст — Монте Трооделё — деревня Форсбах.

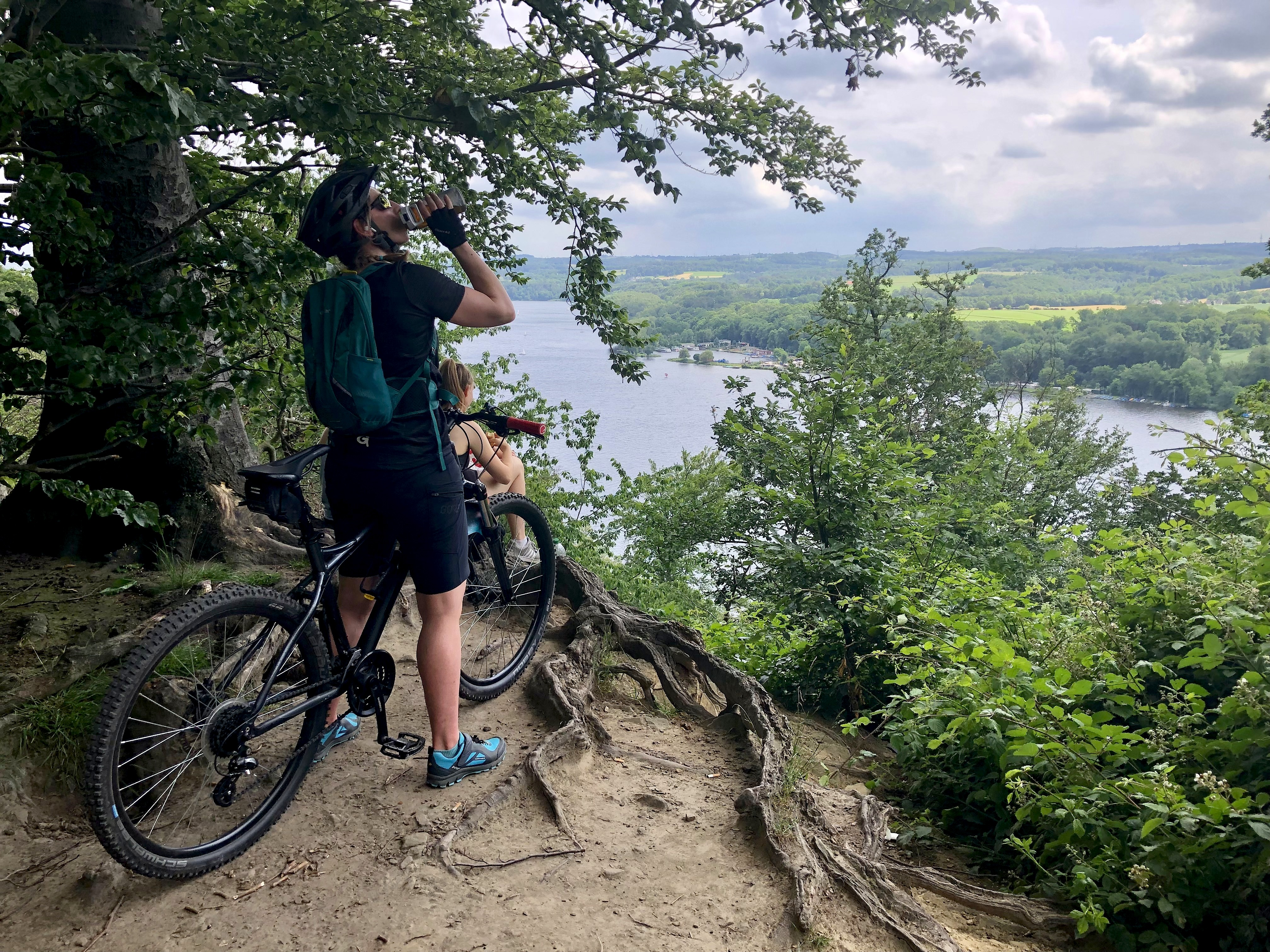
Этап 1: водохранилище на Руре Бальденайзе
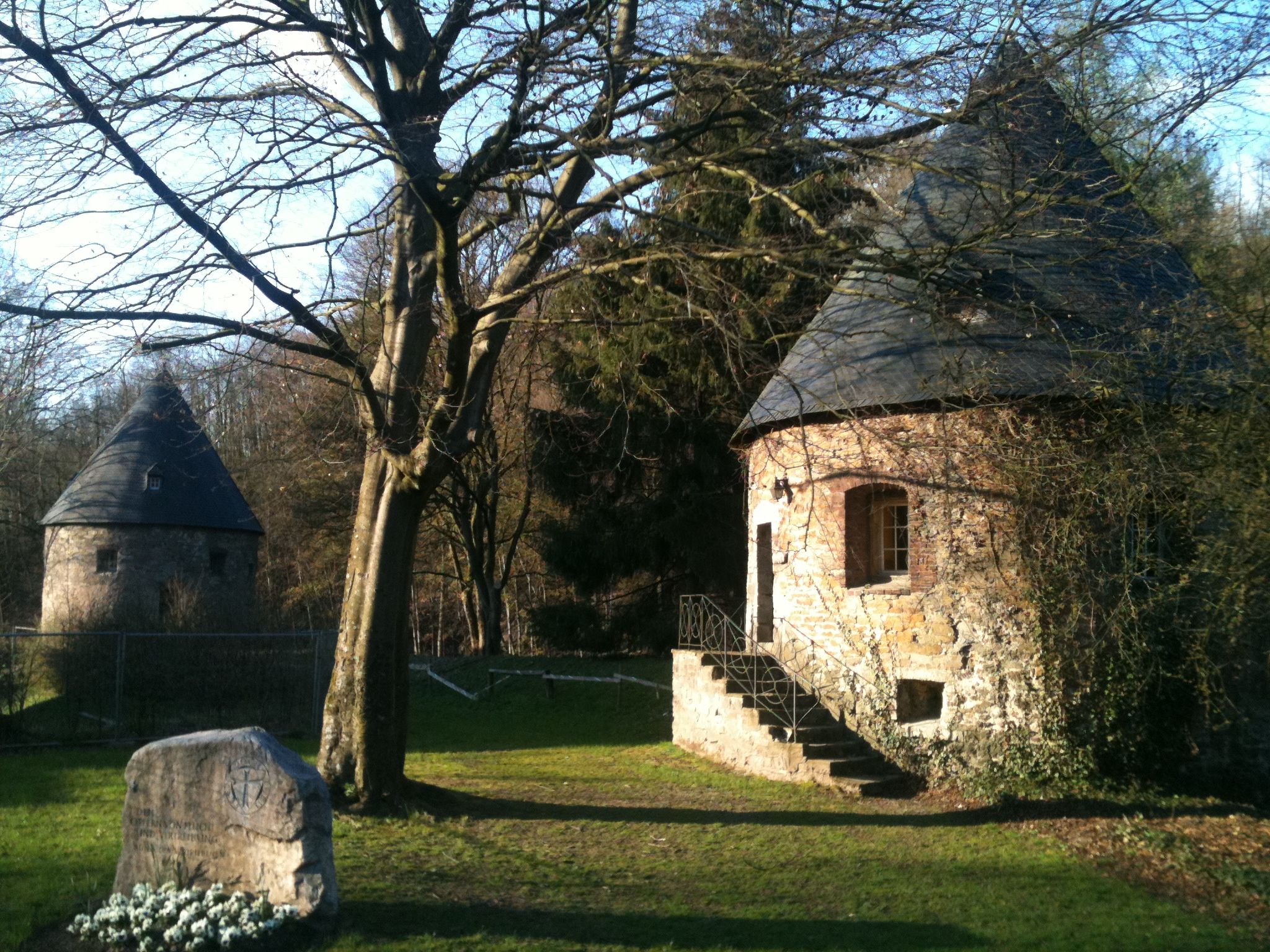
Этап 2: замок Хардерберг
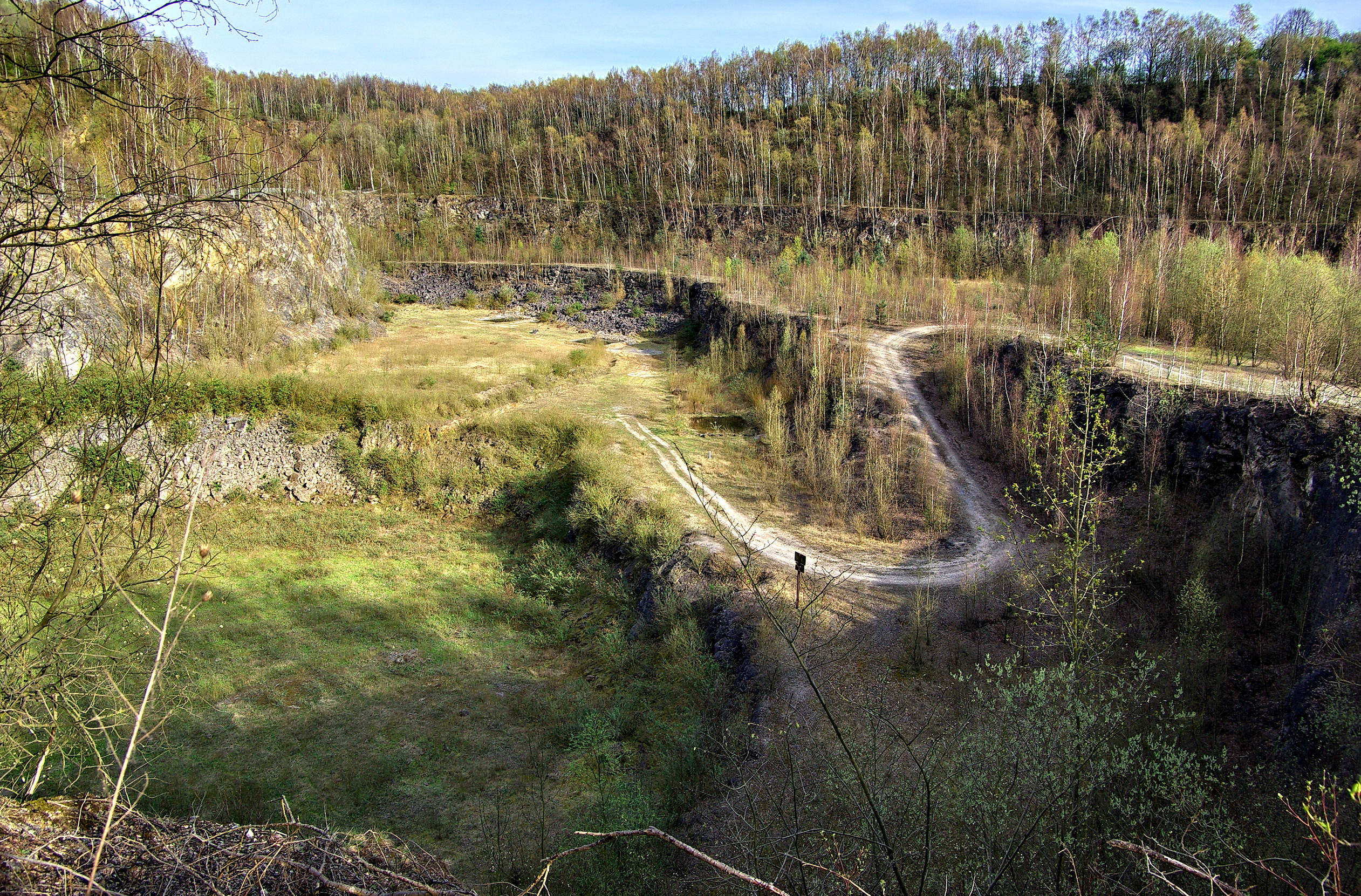
Этап 3: каменоломня 7, Грютен
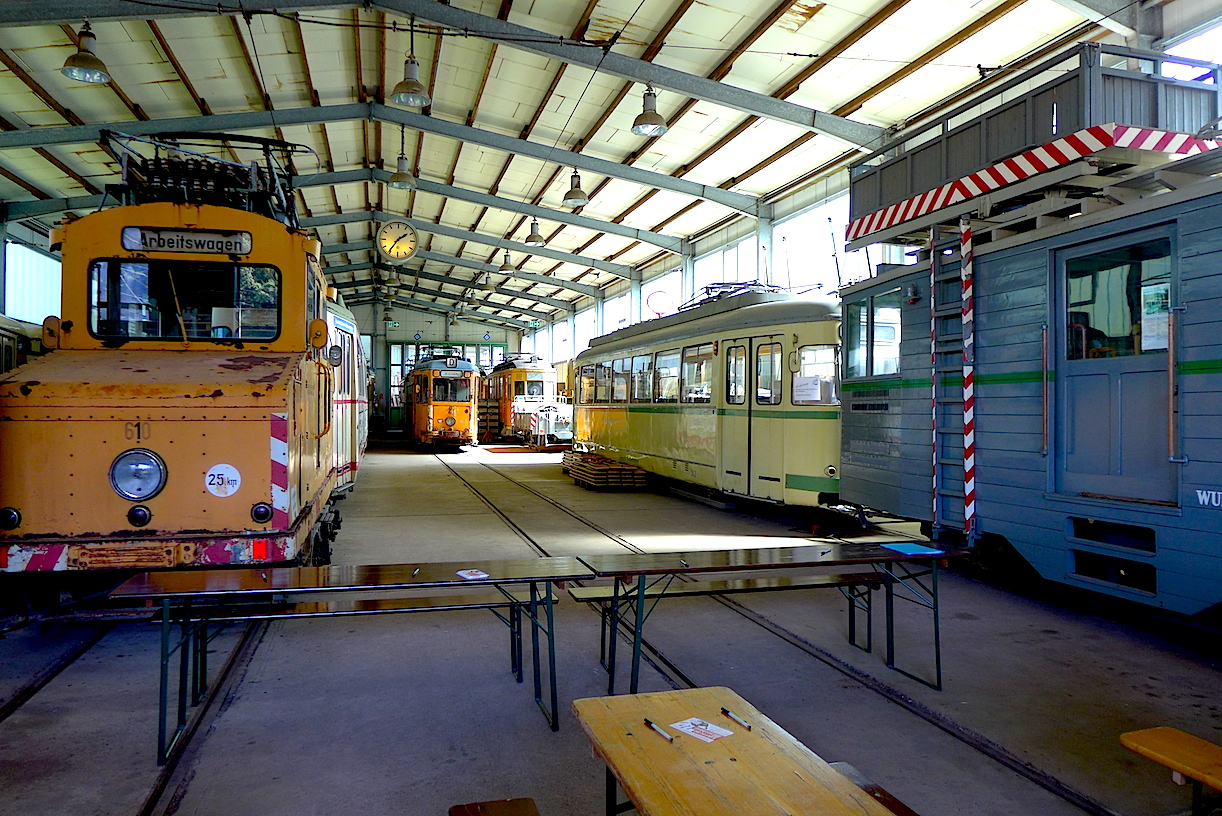
Этап 4: Бергский музей трамваев
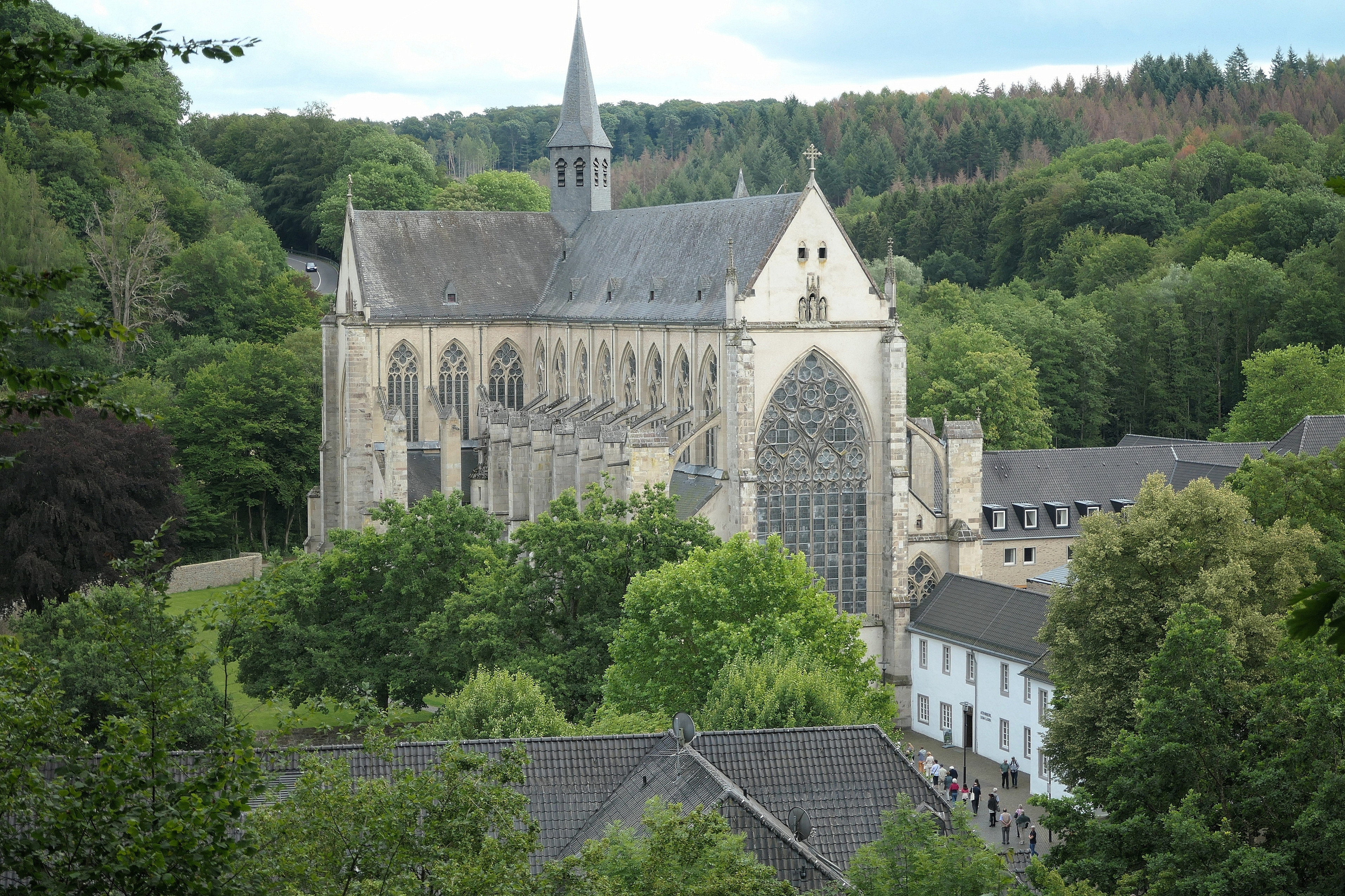
Этап 5: Альтенбергер Дом
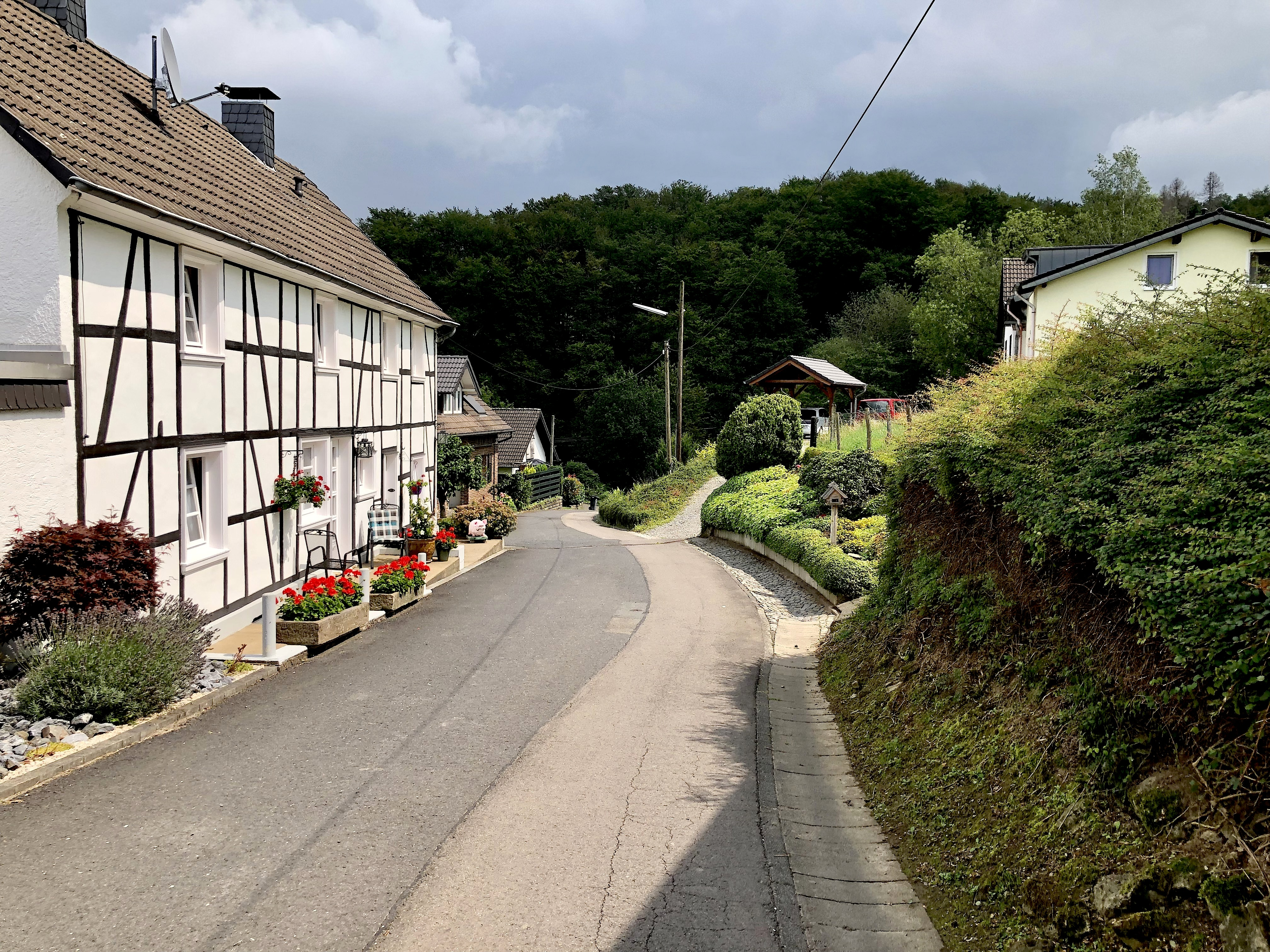
Этап 6: Оберкесбах (Оденталь)
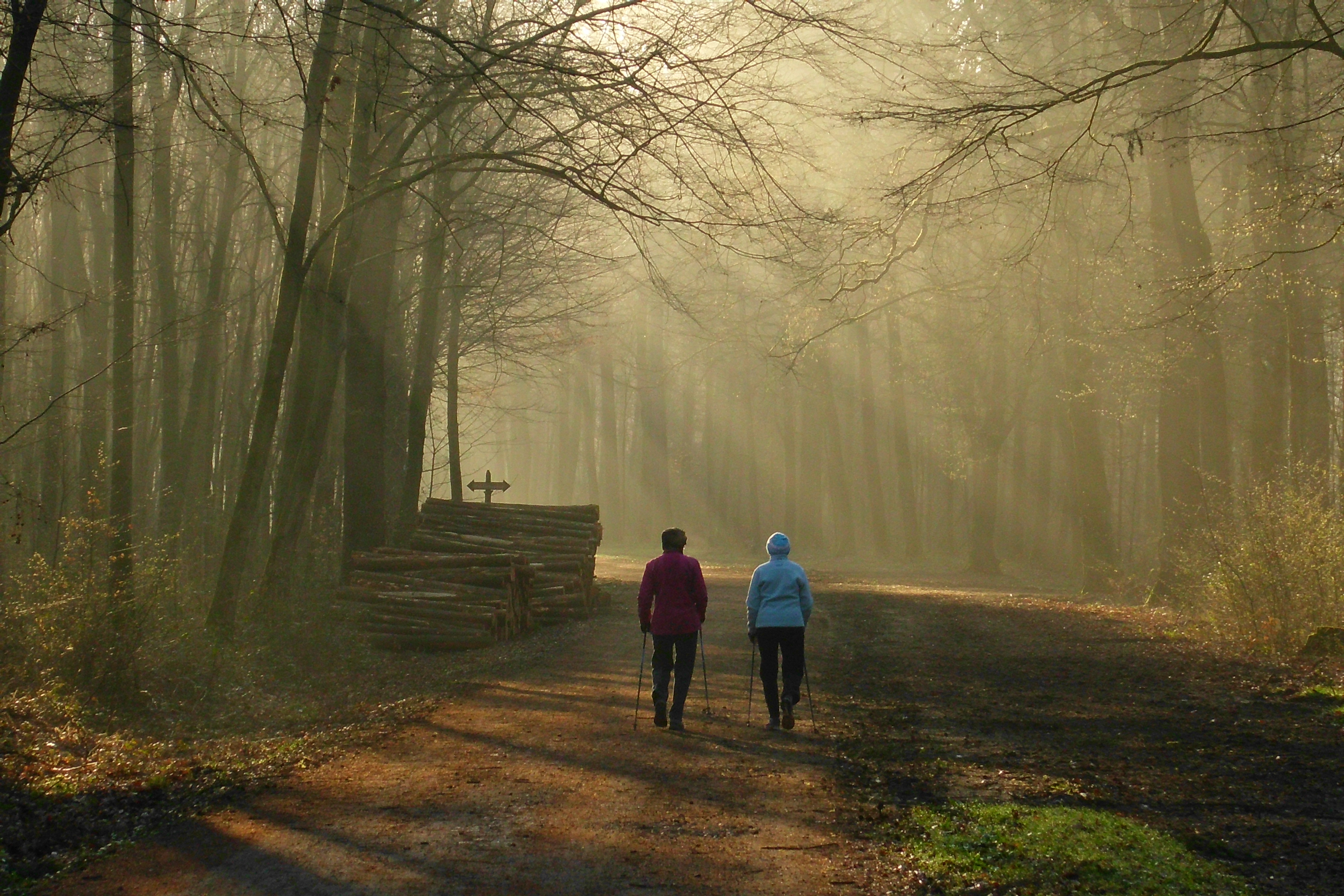
Этап 7: Кёнигсфорст

- Этап 8 Форсбах — Оверат. Протяжённость 19,6 км. Общий подъём 594 м, общий спуск 618 м.[10].

Важные цели для посещения: поселение Хоффнунгсталь — поселение Людерих — поселение Хонрат — река Аггер — Бройх.
- Этап 9 Оверат — Мух. Протяжённость 18,0 км. Общий подъём 337 м, общий спуск 227 м.[11].

Важные цели для посещения: усадьба Гут Айхталь — замок Ауэль природоохранная территория Наафбахталь — коммуна Мух.
- Этап 10 Мух — Нойнкирхен. Протяжённость 15,2 км. Общий подъём 289 м, общий спуск 288 м.[12].

Важные цели для посещения: водохранилище Херрентайх — часовня Иоанна Крестителя (XII век) — река Ванбахталь — Нойнкирхен-Зельшайд.
- Этап 11 Нойнкирхен — Хеннеф. Протяжённость 20,2 км. Общий подъём 376 м, общий спуск 450 м.[13].

Важные цели для посещения: водохранилище Ванбахтальшперре — бывший монастырь Зелигенталь (первый в истории монастырь францисканцев севернее Альп) — гора Мюнхенберг — поселение Брёль.
- Этап 12 Хеннеф — Штадт Бланкенберг. Протяжённость 14,4 км. Общий подъём 401 м, общий спуск 372 м.[14].

Важные цели для посещения: паломническая католическая церковь Скорбящей Богородицы в Бёдингене (Хеннеф) — смотровая площадка Штахельхардт на горе Штахельберг — река Зиг — руины крепости Бланкенберг — Штадт Бланкенберг.
- Этап 13 Штадт Бланкенберг — Оберпляйс. Протяжённость 18,4 км. Общий подъём 327 м, общий спуск 343 м.[15].

Важные цели для посещения: долина ручья Аренбах — поселение Уккерат — Гермесмюле — Веллесберг — Беннершайд — Нонненберг.
- Этап 14 Оберпляйс — Драхенфельс. Протяжённость 12,7 км. Общий подъём 447 м, общий спуск 307 м.[16].

Важные цели для посещения: руины крепости Лёвенбург — Конрад Аденауер Хаус — Семигорье — гора Драхенфельс — замок Драхенбург.

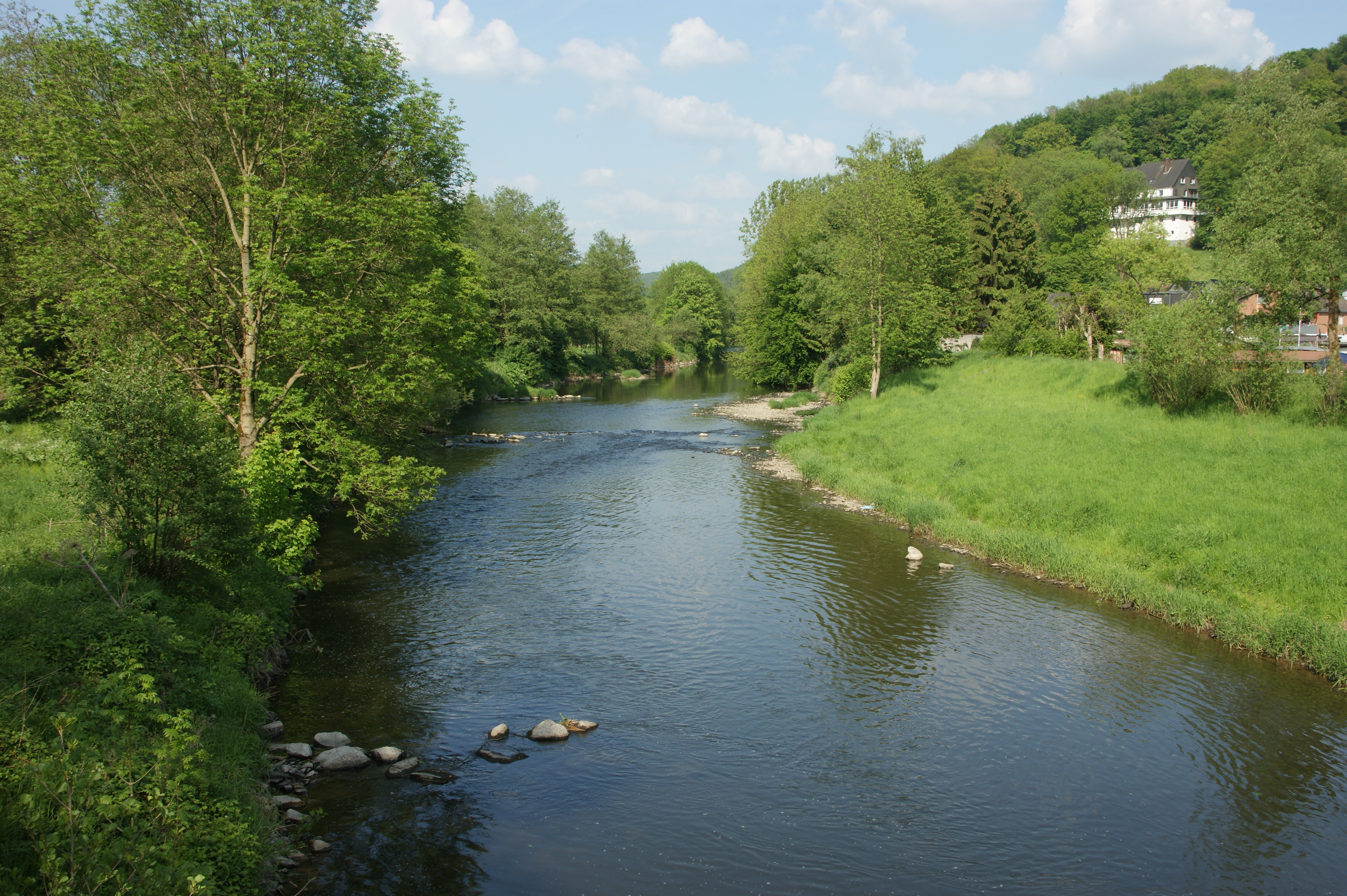
Этап 8: река Аггер
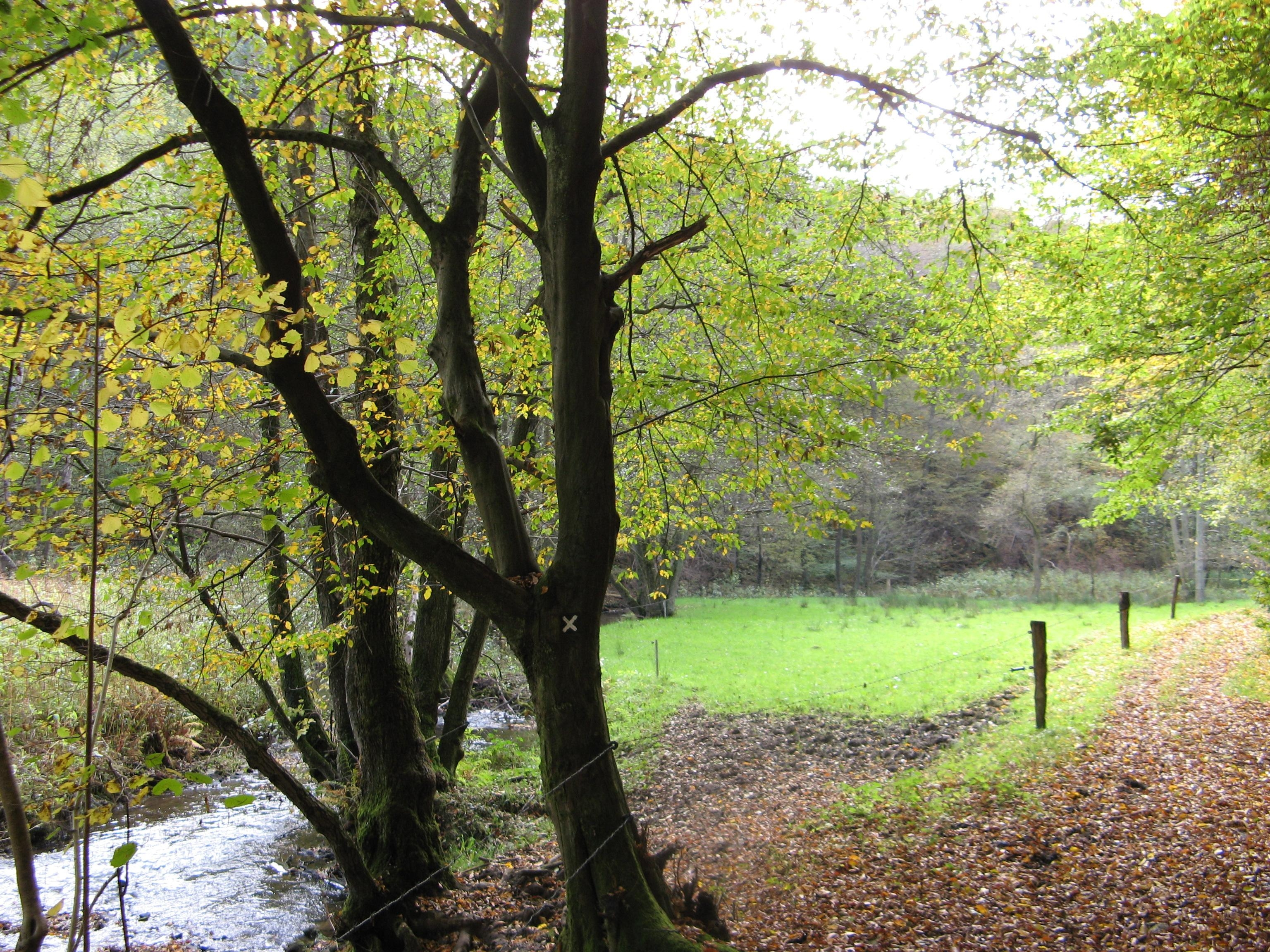
Этап 9: заповедник Наафбахталь
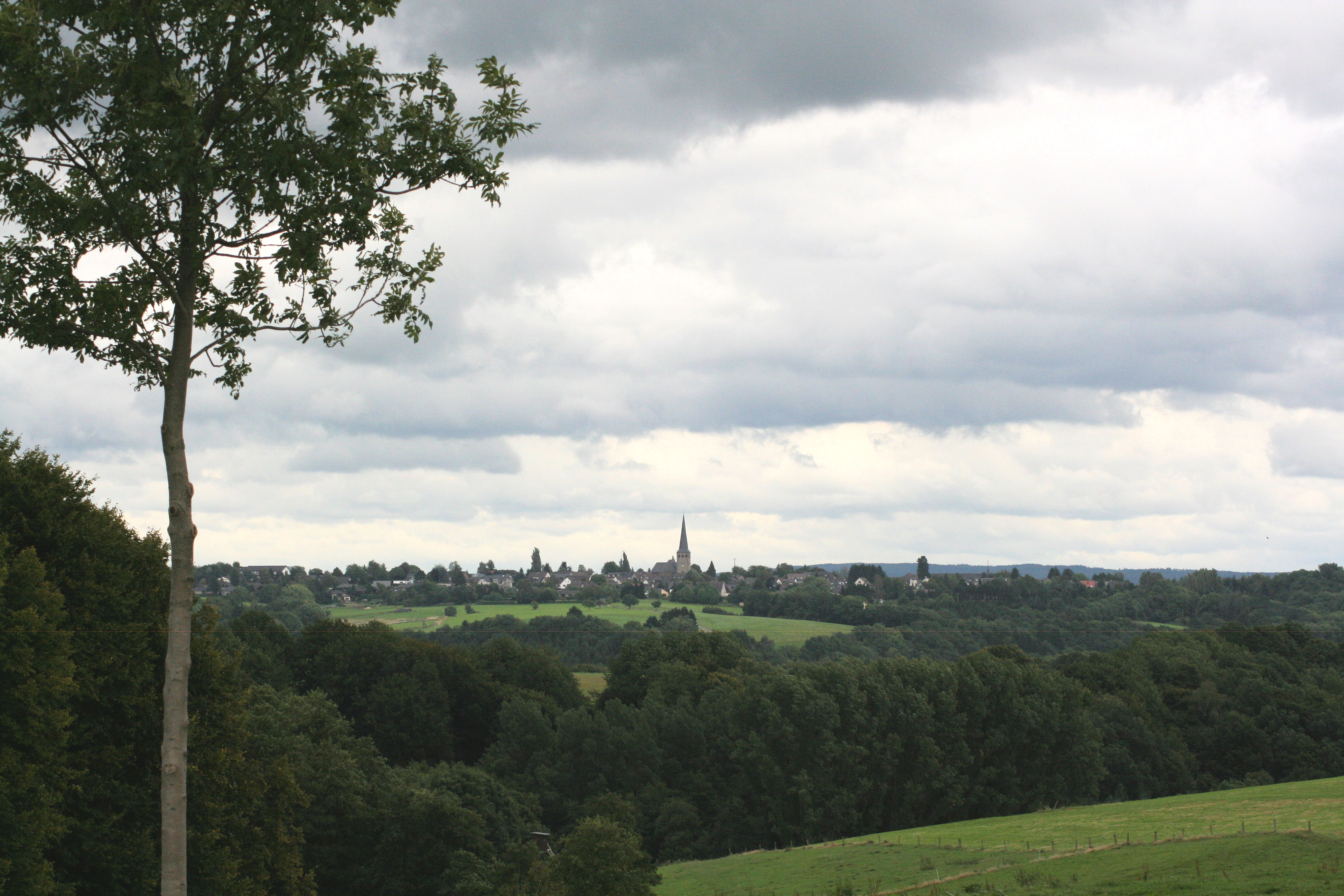
Этап 10: Нойнкирхен-Зельшайд
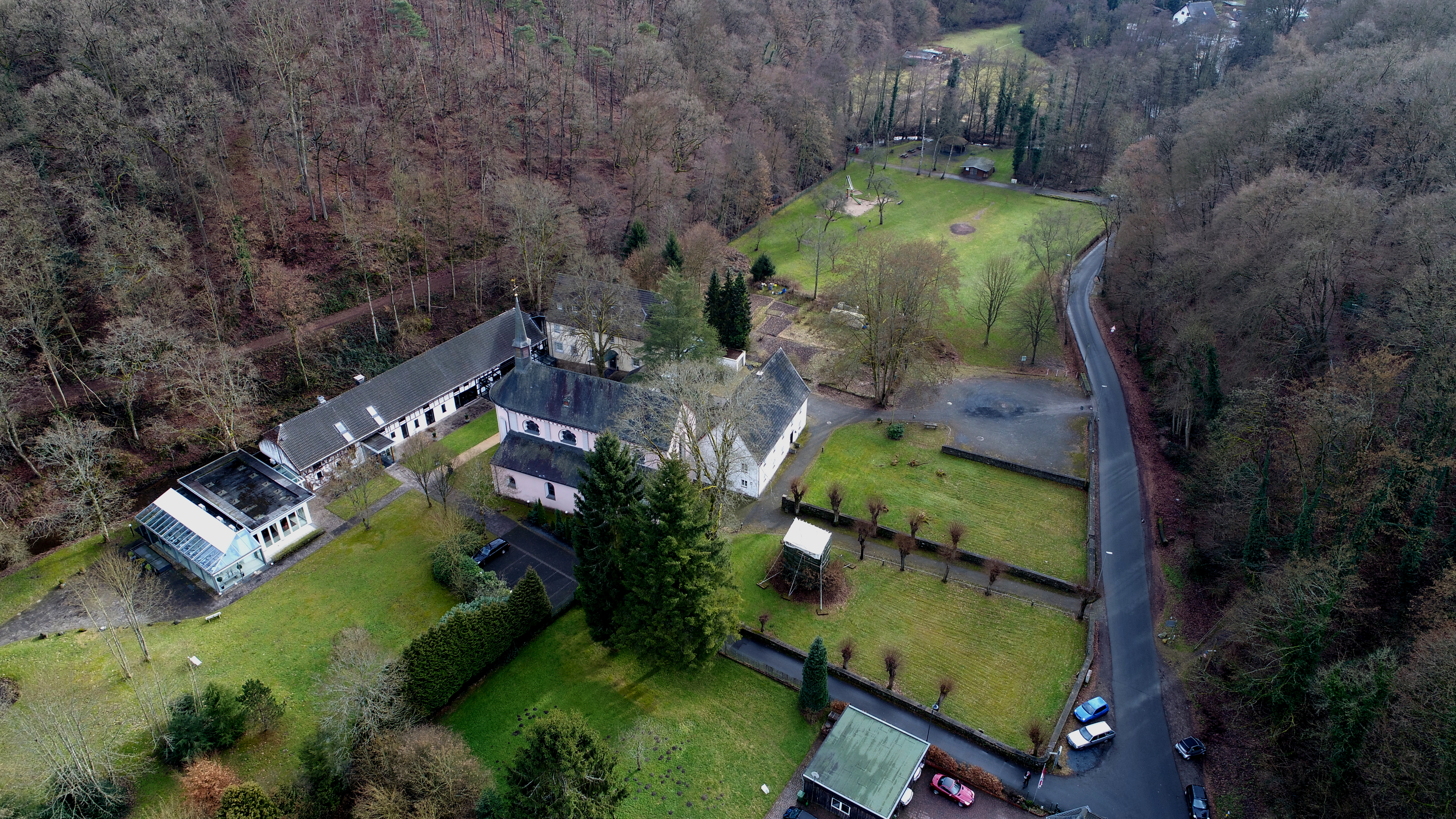
Этап 11: монастырь Зелигенталь
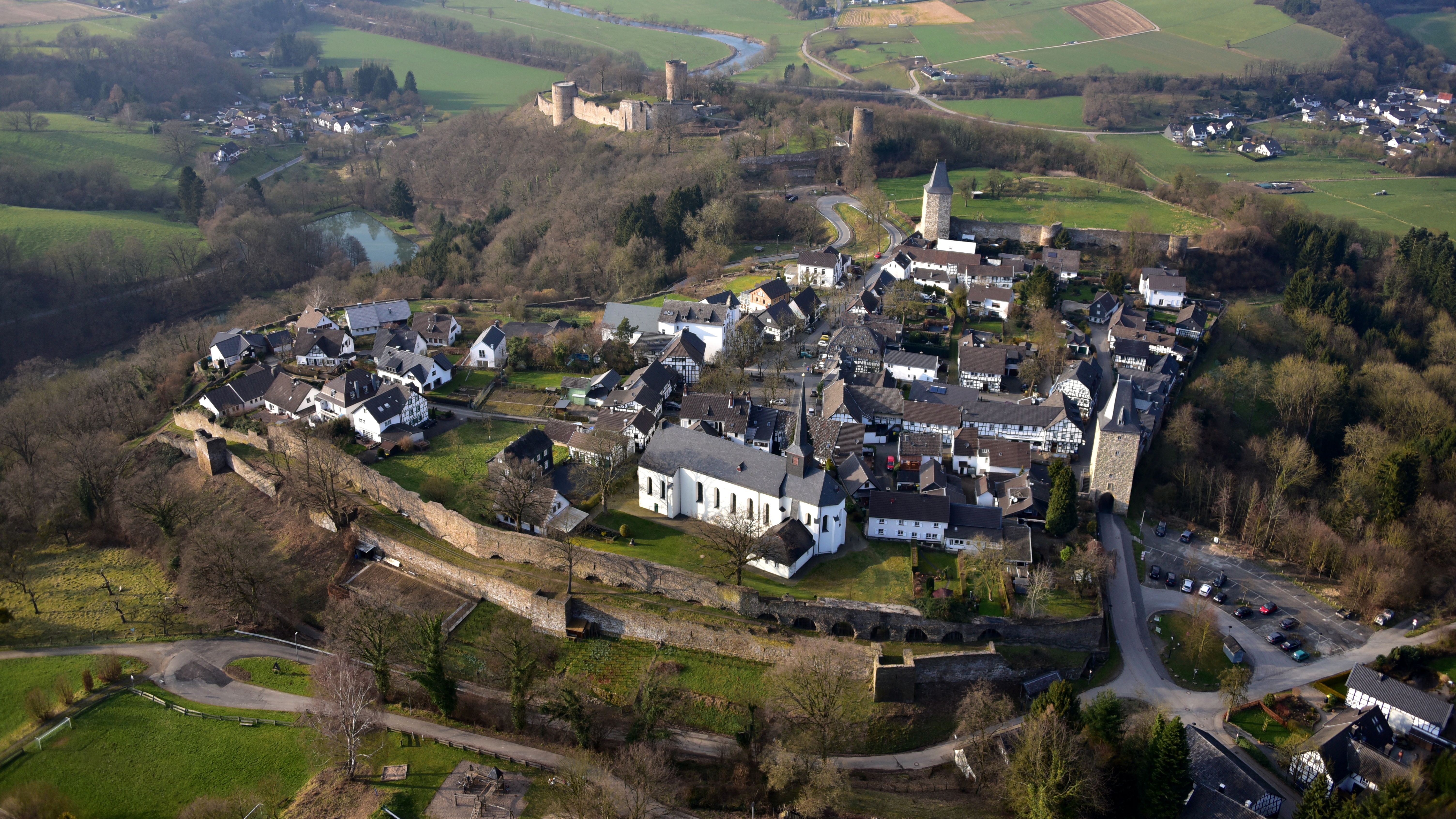
Этап 12: Штадт Бланкенберг
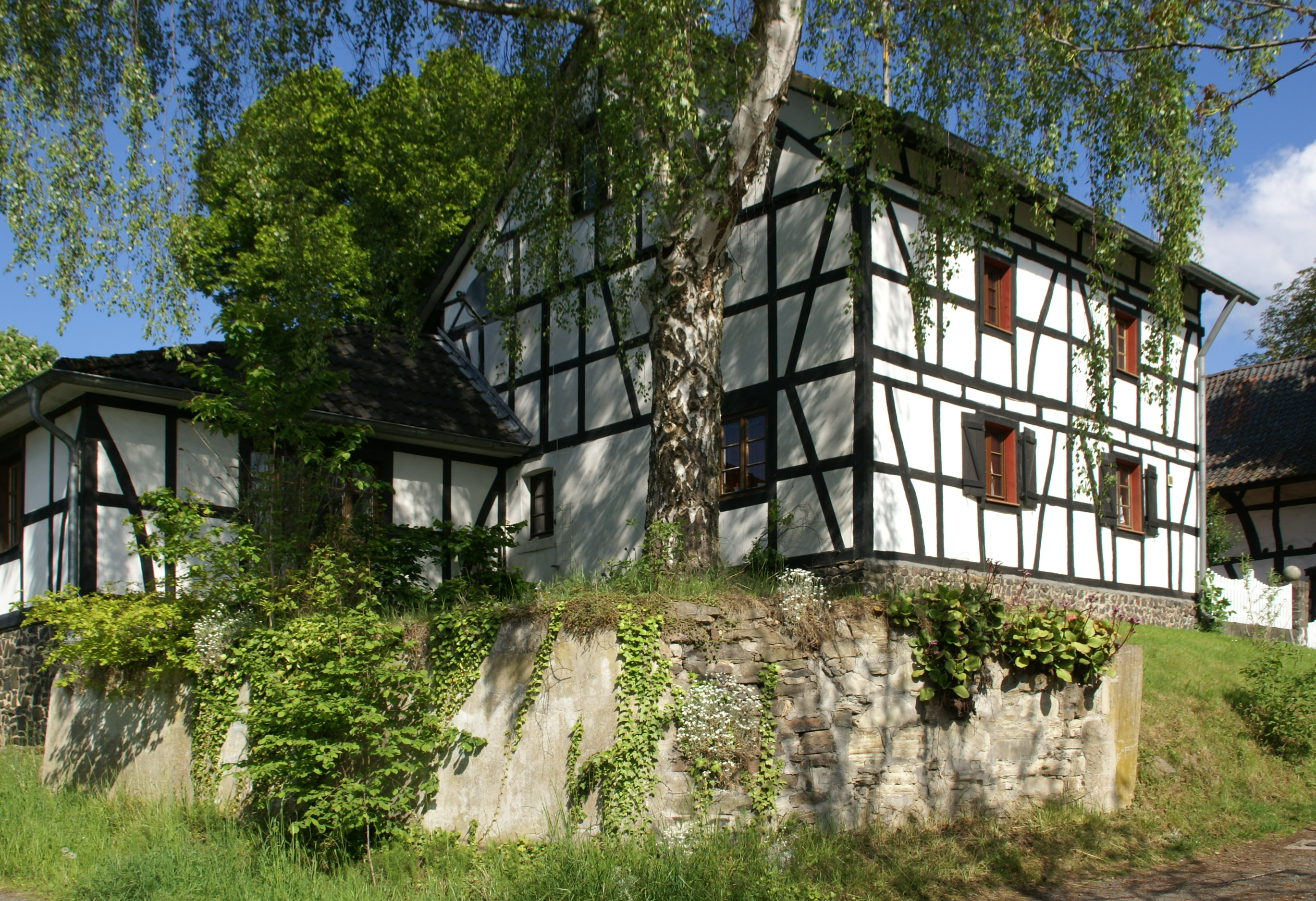
Этап 13: Нонненсберг
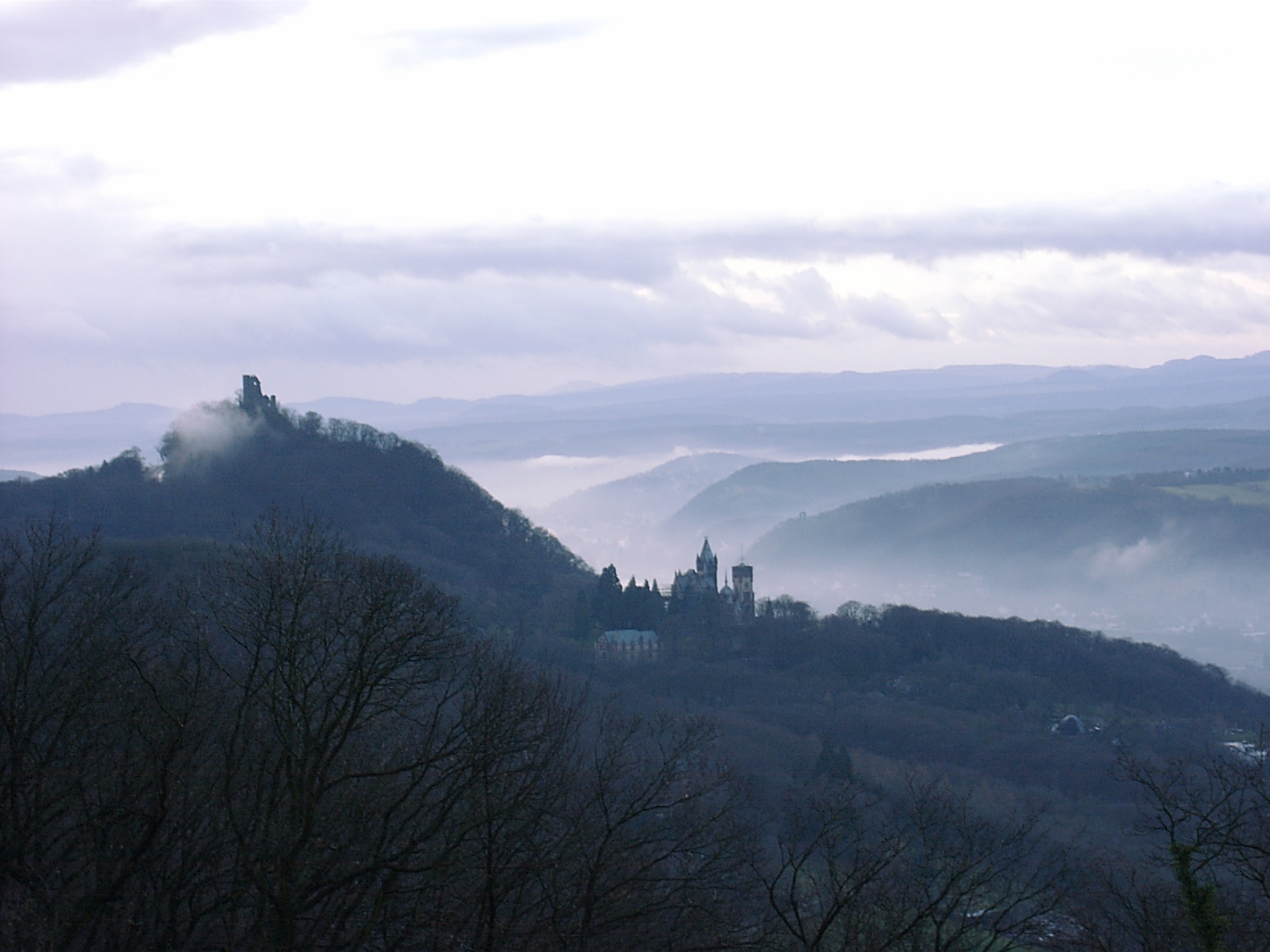
Этап 14: Драхенфельс и долина Рейна

## Пути соединения с другими туристскими маршрутами

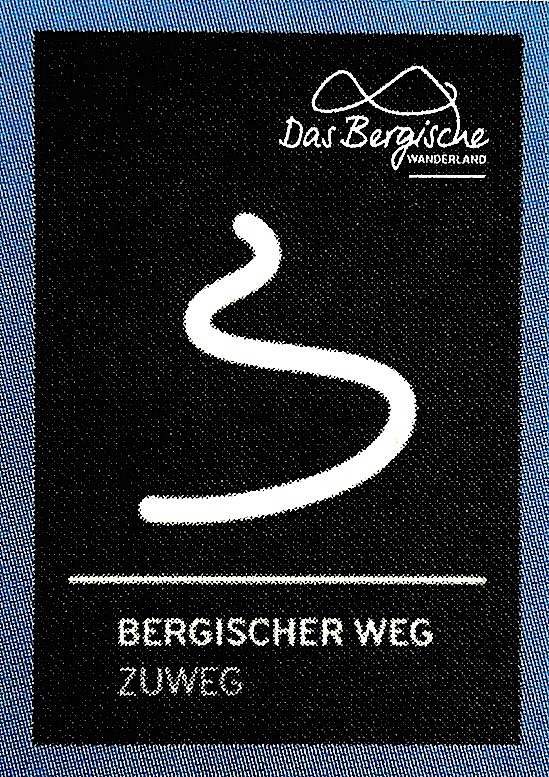
Маркировка переходного маршрута к Бергскому пути

В районах Альтенберг и Мух установлены маркированные переходные маршруты к дальнему туристскому круговому маршруту Бергская панорамная тропа.
Между Фельберт-Невигес и Хан Бергский путь проходит параллельно новому дальнему маркированному маршруту Тропа Неандерланд.
В районе Хеннефа тропа проходит параллельно природной тропе Зиг, а в районе Бад-Хоннефа — с Рейнской тропой.